# Aldabrachelys abrupta
Aldabrachelys abrupta är en utdöd sköldpaddsart som beskrevs av  Alfred Grandidier 1868. Aldabrachelys abrupta ingår i släktet Aldabrachelys och familjen landsköldpaddor. Inga underarter finns listade i Catalogue of Life.
Aldabrachelys abrupta var en nära släkting till den nulevande aldabrasköldpaddan och den kunde nå en sköldlängd av 115 centimeter. Arten förekom på västra och centrala Madagaskar. Den dog ut kring år 1200 e.Kr, inte långt efter att de första människorna anlände Madagaskar.